# 3. januar
3. januar er dag 3 i året, i den gregorianske kalender. Der er 362 dage tilbage af året (363 i skudår).
- Enoks dag, efter Enok, en af de syv urfædre, der opnåede den bemærkelsesværdige alder af 365 år. Enok (el. Henok) var formentlig en af Kains sønner.
- Den katolske kirke fejrer Geneviève.

### Begivenheder
Født - Dødsfald
- 1749 - Det senere Berlingske Tidende udkommer for første gang under navnet Kjøbenhavnske Danske Post Tidender.
- 1777 - Slaget ved Princeton. Den amerikanske general George Washington besejrer den britiske general Charles Cornwallis.
- 1794 - Århus Stiftstidende udkommer for første gang.
- 1833 - Storbritannien overtager kontrollen af Falklandsøerne i Sydatlanten.
- 1868 - Meiji-restaurationen i Japan: Tokugawa-shogunatet afskaffes; repræsentanter for Satsuma og Chōshū overtager magten.
- 1871 - Henry W. Bradley patenterer oleomargarine.
- 1885 - Den laveste temperatur nogensinde (uden for Antarktis) måles i Verkhojansk i Sibirien: -68,0 grader Celsius.
- 1898 - LO stiftes på et møde i København.
- 1918 - Finland bliver uafhængigt af Rusland.
- 1924 - Den engelske opdagelsesrejsende Howard Carter opdager Tut Ankh Amons sarkofag i Kongernes Dal, tæt ved Luxor, Egypten.
- 1925 - Benito Mussolini meddeler, at han som diktator overtager magten i Italien.
- 1938 - Franklin D. Roosevelt starter March of Dimes for at rejse midler til kampen mod polio.
- 1956 - Anlæggelsen af den 6.500 km lange jernbanelinje mellem Beijing i Kina og Moskva i Sovjetunionen (den transsibiriske jernbane) afsluttes.
- 1958 - 3. og  6. Militærpolitikompagni oprettes henholdsvis i Jylland og på Sjælland.
- 1959 - Alaska bliver den 49. stat i USA.
- 1961 - USA bryder de diplomatiske bånd til Cuba.
- 1962 - Pave Johannes 23. bandlyser Fidel Castro.
- 1965 - Den danske opfinder Karl Krøyer hæver et sunket fragtskib i Kuwait ved at fylde det med polyesterkugler. Muligvis har han fået ideen fra et Anders And-blad.
- 1968 - Tandlægen Philip Blaiberg får foretaget verdens første vellykkede hjertetransplantation, der udføres af den sydafrikanske læge Christian Barnard. Han døde dog et halvt år efter.
- 1976 - En stormflod i Sønderjylland under en orkan gør det nødvendigt at evakuere 20.000 mennesker på Tønder- og Ribeegnen efter katastrofealarm.
- 1981 - Sundhedsstyrelsen raskmelder en halv million danskere, da homoseksualitet fjernes fra listen over sygdomme.
- 1983 - Det amerikanske firma Apple Computer fremstiller "Lisa" - den første computer med tilhørende "mus".
- 1984 - Under et voldsomt stormvejr i Danmark, forulykker en Mærsk-helikopter under flyvning fra Esbjerg til en boreplatform i Gorm Feltet, og tre omkommer.
- 1987 - Aretha Franklin bliver den første kvinde i Rock and Roll Hall of Fame.
- 1989 - Spies-koncernen - ved Janni Spies Kjær - opkøber sin største konkurrent, Tjæreborg.
- 1990 - Panamas leder, general Noriega, overgiver sig til amerikanske styrker, der overfører ham til et amerikansk fængsel, sigtet for narkohandel.
- 1992 - FN-mæglere i eks-Jugoslavien etablerer en våbenhvile mellem Kroatiens hær og serberne i Krajina.
- 1993 - USA's præsident George H.W. Bush og Ruslands præsident Boris Jeltsin underskriver i Moskva en historisk aftale om reduktion af atom-missiler.
- 1996 - Tommerup på Fyn udnævner sig selv til “årets kulturlandsby”.
- 1998 - Den lille havfrue på Langelinie mister hovedet for 2. gang.
- 2005 - Ugebladet "Se & Hør" tilbagekalder ugens nummer efter massive protester fra forhandlerne, fordi forsiden svælger i lemlæstede lig fra katastrofen i Sydøstasien 2. juledag.

### Født
- 106 f.Kr. - Marcus Tullius Cicero, romersk politiker, taler og skribent (død 43 f.Kr.)
- 1765 - Christian Ramus, dansk numismatiker (død 1832).
- 1823 - Robert Whitehead, engelsk ingeniør (død 1905).
- 1851 - Viggo Johansen, dansk maler (død 1935).
- 1854 - Albert Helsengreen, dansk skuespiller og teaterdirektør (død 1943).
- 1883 - Clement Attlee, engelsk politiker og premierminister fra 1945-1951 (død 1967).
- 1892 - J.R.R. Tolkien, engelsk forfatter (død 1973).
- 1907 - Harald Jørgensen, dansk historiker og tidligere landsarkivar på landsarkivet for Sjælland (død 2009).
- 1909 - Victor Borge, dansk pianist og entertainer (død 2000).
- 1922 - Morten Nielsen, dansk digter (død 1944).
- 1926 - George Martin, engelsk pladeproducer (død 2016).
- 1929 - Sergio Leone, italiensk filminstruktør (død 1989).
- 1929   - Ernst Mahle, brasiliansk komponist.
- 1930 - Robert Loggia, amerikansk skuespiller (død 2015).
- 1932 - Dabney Coleman, amerikansk skuespiller.
- 1942 - John Thaw, engelsk skuespiller (død 2002).
- 1945 - Victoria Principal, amerikansk skuespiller.
- 1945 - Stephen Stills, sanger og sangskriver.
- 1948 - Steen Ankerdal, dansk sportsjournalist.
- 1956 - Mel Gibson, amerikansk skuespiller.
- 1964 - Kim Mortensen, dansk folketingspolitiker.
- 1965 - Jens Albinus, dansk skuespiller.
- 1969 - Michael Schumacher, tysk racerkører.
- 1989 - Alex D. Linz, amerikansk skuespiller.

### Dødsfald
- 1543 - Juan Rodríguez Cabrillo, portugisisk opdagelsesrejsende (født 1499).
- 1785 - Baldassare Galuppi, italiensk komponist (født 1706).
- 1875 - Pierre Larousse, fransk leksikograf (født 1817).
- 1923 - Jaroslav Hašek, tjekkisk forfatter (født 1883).
- 1944 - Aage Hertel, dansk skuespiller (født 1873).
- 1950 - Emil Jannings, schweizisk-født skuespiller (født 1884).
- 1967 - Jack Ruby, amerikansk natklubejer, som skød præsident Kennedys formodede morder (født 1911) - dræbt af politiet.
- 1975 - Erik Jensen, dansk biskop og kgl. konfessionarius (født 1906).
- 1995 - Martha Christensen, dansk forfatter (født 1926).
- 1996 - Bernhard Baunsgaard, dansk politiker og rektor (født 1918).
- 2005 - Will Eisner, amerikansk tegneserieskaber (født 1917).
- 2008 - Choi Yo-Sam, sydkoreansk bokser (født 1972).
- 2010 - Isak Rogde, norsk oversætter (født 1947).
- 2012 - Vicar, chilensk Anders And-tegner (født 1934).
- 2013 - Preben Munthe, norsk økonom (født 1922).
- 2014 - Phil Everly, amerikansk musiker (født 1939).
- 2016 - Demmus Hentze, færøsk politiker (født 1923).
- 2016 - Peter Naur, dansk videnskabsmand (født 1928).
- 2017 - Igor Volk, sovjet-russisk astronaut (født 1937).
- 2020 - Qassem Soleimani, iransk generalmajor (født 1957).
- 2021 - Gerry Marsden, engelsk sanger-sangskriver (født 1942).

|  | Denne datoartikel kan blive bedre, hvis der indsættes et (bedre) billede Du kan hjælpe ved at afsøge Wikimedia Commons for et passende billede eller uploade et godt billede til Wikimedia Commons iht. de tilladte licenser og indsætte det i artiklen. |